# Det sorte kapitel
Det sorte kapitel er en dansk dokumentarfilm fra 2019 instrueret af Maya Albana.

## Handling
Jeanette Ehlers er kunstner, og alt hendes kunst udspringer i spørgsmålet om strukturel racisme. Hun har blandt andet lavet en performance og et videoværk, hvor hun ifører sig en afrikansk inspireret sminke og pisker et lærred med sort kul. Da 100-året for slaveriets ophør i Danmark nærmer sig, beslutter Jeannette sig for at opføre et mindesmærke; en kæmpestor statue af den kvindelige oprørsleder Queen Mary, som var en af hovedkræfterne bag Danmarks første arbejderoprør.

## Medvirkende
- Jeanette Ehlers
- Maya Albana
- La Vaughn Belle
- Noor Nørgaard Albana
- Rita Starinsky von der Recke Ehlers
- Roy Clement Pollard
- Peter Michael Hornung
- Marianne Jelved
- Lars Løkke Rasmussen
- Ulla Tofte
- Rene Fredensborg
- Hella Joof
- Fenar Ahmad
- Maren Uthaug
- Nikolaj Recke
- Henrik Holm
- Michael Wilson
- Nina Cramer
- Yong Sun Gullach
- NswNeb KaRa AsarRa KasaamsuRa Herishetapaheru
- Genevieve Whitaker
- Vincent Starinsky von der Recke Ehlers
- Liva Cuenca von der Recke Beckmann
- Bjarne Lynge Nielsen
- Gudrun Marie Schmidt
- Jakob Jørgensen
- Bo Rasmussen